# Association chinoise de tennis de table
 (avril 2025).
Si vous disposez d'ouvrages ou d'articles de référence ou si vous connaissez des sites web de qualité traitant du thème abordé ici, merci de compléter l'article en donnant les références utiles à sa vérifiabilité et en les liant à la section « Notes et références ».
L'association chinoise de tennis de table (CTTA) est une organisation sportive nationale non gouvernementale à but non lucratif de la République populaire de Chine. Elle représente la Chine au sein de la Fédération internationale de tennis de table et de l'Union asiatique de tennis de table, ainsi que les sports de tennis de table au sein de la All-China Sports Federation
- Site officiel